# Canton de Bonchamp-lès-Laval
Le canton de Bonchamp-lès-Laval est une circonscription électorale française du département de la Mayenne créée par le décret du 21 février 2014 et entrée en vigueur lors des premières élections départementales suivant la publication du décret.

## Histoire
Un nouveau découpage territorial de la Mayenne (département) entre en vigueur à l'occasion des élections départementales de 2015. Il est défini par le décret du 21 février 2014, en application des lois du 17 mai 2013 (loi organique 2013-402 et loi 2013-403). Les conseillers départementaux sont, à compter de ces élections, élus au scrutin majoritaire binominal mixte. Les électeurs de chaque canton élisent au Conseil départemental, nouvelle appellation du Conseil général, deux membres de sexe différent, qui se présentent en binôme de candidats. Les conseillers départementaux sont élus pour 6 ans au scrutin binominal majoritaire à deux tours, l'accès au second tour nécessitant 12,5 % des inscrits au 1er tour. En outre la totalité des conseillers départementaux est renouvelée. Ce nouveau mode de scrutin nécessite un redécoupage des cantons dont le nombre est divisé par deux avec arrondi à l'unité impaire supérieure si ce nombre n'est pas entier impair, assorti de conditions de seuils minimaux. Dans la Mayenne, le nombre de cantons passe ainsi de 32 à 17.
Le nouveau canton de Bonchamp-lès-Laval est formé de communes des anciens cantons d'Argentré (6 communes) et de Mayenne-Est (1 commune). Avec ce redécoupage administratif, le territoire du canton s'affranchit des limites d'arrondissements, avec 6 communes incluses dans l'arrondissement de Laval et une dans celui de Mayenne. Le bureau centralisateur est situé à Bonchamp-lès-Laval.

## Représentation
| Période élective | Période élective | Mandat | Mandat   | Identité        | Nuance | Nuance | Qualité                                                 |
| ---------------- | ---------------- | ------ | -------- | --------------- | ------ | ------ | ------------------------------------------------------- |
| 2015             | 2021             | 2015   | 2021     | Gwénaël Poisson |        | DVD    | Enseignant, maire de Bonchamp-lès-Laval (depuis 2014)   |
| 2015             | 2021             | 2015   | 2021     | Sylvie Vielle   |        | DVC    | Formatrice, adjointe au maire de Louverné (depuis 2008) |
| 2021             | 2028             | 2021   | en cours | Gwénaël Poisson |        | DVD    | Conseiller sortant                                      |
| 2021             | 2028             | 2021   | en cours | Sylvie Vielle   |        | DVC    | Conseillère sortante, maire de Louverné                 |

### Résultats détaillés

#### Élections de mars 2015
À l'issue du 1er tour des élections départementales de 2015, deux binômes sont en ballottage : Gwénaël Poisson et Sylvie Vielle (DVD, 50,62 %) et Jean-Louis Malassenet et Marie-Odile Rouxel (Union de la Gauche, 22,9 %). Le taux de participation est de 50,96 % (5 857 votants sur 11 494 inscrits) contre 50,77 % au niveau départemental et 50,17 % au niveau national.
Au second tour, Gwénaël Poisson et Sylvie Vielle (DVD) sont élus avec 65,78 % des suffrages exprimés et un taux de participation de 47,71 % (3 306 voix pour 5 484 votants et 11 494 inscrits).

#### Élections de juin 2021
Le premier tour des élections départementales de 2021 est marqué par un très faible taux de participation (33,26 % au niveau national). Dans le canton de Bonchamp-lès-Laval, ce taux de participation est de 33,91 % (4 201 votants sur 12 390 inscrits) contre 32,1 % au niveau départemental. À l'issue de ce premier tour, deux binômes sont en ballottage : Gwénaël Poisson et Sylvie Vielle (DVC, 52,67 %) et Julien Brocail et Sophie Sabin (Divers, 31,57 %).
Le second tour des élections est marqué une nouvelle fois par une abstention massive équivalente au premier tour. Les taux de participation sont de 34,36 % au niveau national, 32,97 % dans le département et 35,22 % dans le canton de Bonchamp-lès-Laval. Gwénaël Poisson et Sylvie Vielle (DVC) sont élus avec 61,95 % des suffrages exprimés (2 584 voix pour 4 365 votants et 12 394 inscrits),,.

## Composition
Lors du redécoupage de 2014, le canton de Bonchamp-lès-Laval comprenait sept communes entières.
À la suite du décret du 5 mars 2020, la commune de Gesnes est rattachée au canton de Bonchamp-lès-Laval. Le canton comprend désormais huit communes entières.
| Nom                                        | Code Insee | Intercommunalité       | Superficie (km2) | Population (dernière pop. légale) | Densité (hab./km2) | Modifier                                    |
| ------------------------------------------ | ---------- | ---------------------- | ---------------- | --------------------------------- | ------------------ | ------------------------------------------- |
| Bonchamp-lès-Laval (bureau centralisateur) | 53034      | CA Laval Agglomération | 27,51            | 6 294 (2022)                      | 229                | modifier les données · modifier les données |
| Argentré                                   | 53007      | CA Laval Agglomération | 36,77            | 2 908 (2022)                      | 79                 | modifier les données · modifier les données |
| Châlons-du-Maine                           | 53049      | CA Laval Agglomération | 9,66             | 691 (2022)                        | 72                 | modifier les données · modifier les données |
| La Chapelle-Anthenaise                     | 53056      | CA Laval Agglomération | 19,89            | 963 (2022)                        | 48                 | modifier les données · modifier les données |
| Gesnes                                     | 53105      | CC des Coëvrons        | 11,21            | 238 (2022)                        | 21                 | modifier les données · modifier les données |
| Louverné                                   | 53140      | CA Laval Agglomération | 20,58            | 4 345 (2022)                      | 211                | modifier les données · modifier les données |
| Montflours                                 | 53156      | CA Laval Agglomération | 7,93             | 250 (2022)                        | 32                 | modifier les données · modifier les données |
| Sacé                                       | 53195      | CC Mayenne Communauté  | 12,46            | 484 (2022)                        | 39                 | modifier les données · modifier les données |
| Canton de Bonchamp-lès-Laval               | 5302       |                        | 146,01           | 16 173 (2022)                     | 111                | modifier les données                        |

## Démographie
En 2022, le canton comptait 16 173 habitants, en évolution de +4,84 % par rapport à 2016 (Mayenne : −0,73 %, France hors Mayotte : +2,11 %).
| 2013   | 2018   | 2022   |
| ------ | ------ | ------ |
| 14 954 | 15 747 | 16 173 |